# Trasfigurazione di Cristo (Savoldo)
La Trasfigurazione di Cristo è un dipinto a olio su tavola (139x126 cm) di Giovanni Gerolamo Savoldo, databile al 1530 circa e conservato nella Galleria degli Uffizi a Firenze.

## Storia
Marco Boschini fornì un'affascinante descrizione in versi del dipinto, allora nelle collezioni del cardinale Leopoldo de' Medici: "Gerolamo Bressan qua no te lasso. Perché ti rafeguri in gran splendor Christo trasfigura', nostro Signor su il Tabor sacro e venerando sasso".
Già attribuito a un anonimo veneziano, fu poi riferito al Tintoretto e infine al Savoldo.
Ne esiste un disegno preparatorio per una testa d'apostolo nel Gabinetto dei Disegni e delle Stampe (n. 12803), e un altro con studio di panneggio nella collezione Pontus de la Gardia in Svezia. Nella Pinacoteca Ambrosiana esiste una copia del dipinto del Lomazzo, databile alla fine del Cinquecento.

## Descrizione e stile
L'impostazione del dipinto è tradizionale: su una montagnola, che simboleggia il Monte Tabor, Gesù rivela la sua natura divina trasfigurandosi in un nimbo di luce, tra le apparizioni dei profeti Mosè e Isaia, mentre i tre apostoli (Pietro, Giacomo e Giovanni), appaiono convulsi e spaventati nella metà inferiore, sorpresi dalla manifestazione luminosa che accecandoli rischiara la loro oscurità. Il modello fu forse la Trasfigurazione di Giovanni Bellini, aggiornata però alla composizione usata da Lorenzo Lotto nella Trasfigurazione di Recanati, a sua volta sviluppante le prove di Perugino sul tema.
Il dinamismo della scena è qui attenuato dalla compostezza della parte superiore, in cui Gesù tra i profeti appare isolato in una immobilità senza tempo. L'attenzione ai particolari rimanda alla formazione lombarda del pittore, con le figure degli apostoli che sembrano così terrene da avere un aspetto quasi "rustico" di contadini. Molto curata è la definizione della luce, dai riflessi in controluce sui bordi delle mani degli apostoli, ai panneggi accesi da quei bagliori argentei e setosi che sono tipici dello stile del pittore.